# Prima Ligă Digicel
Prima Ligă Digicel este primul eșalon din sistemul competițional fotbalistic din Barbados.

## Echipele sezonului 2010
- Barbados Defence Force SC (Retrogradată) 1
- Brittons Hill United
- Ellerton FC
- Notre Dame SC
- Paradise SC
- Pinelands United SC
- Pride of Gall Hill
- Silver Sands (Retrogradată)
- Weymouth Wales
- Youth Milan

1 S-a retras pe 15 martie 2010.

## Foste campioane
| - 1947/48 : Spartan (Bridgetown) - 1960 : Everton (Bridgetown) - 1962 : New South Wales - 1963 : Everton (Bridgetown) - 1964 : New South Wales - 1965 : Everton (Bridgetown) - 1966 : Everton (Bridgetown) - 1967 : New South Wales - 1969 : New South Wales - 1970 : New South Wales - 1971 : New South Wales - 1972 : New South Wales - 1973 : Pan-Am Wales - 1974 : Pan-Am Wales - 1975 : Pan-Am Wales - 1976 : Pan-Am Wales - 1978 : Weymouth Wales | - 1981 : Weymouth Wales - 1982 : Pinelands - 1984 : Weymouth Wales - 1985 : Pinelands - 1986 : Weymouth Wales - 1987 : Everton (Bridgetown) - 1988 : Pride of Gall Hill - 1989 : Paradise SC (Dover) - 1990 : Brittons Hill United - 1992 : Pinelands - 1993 : Pride of Gall Hill - 1995 : Barbados Defence Force SC - 1996 : Paradise SC (Dover) - 1997 : Notre Dame SC (Bayville) - 1998 : Notre Dame SC (Bayville) - 1999 : Notre Dame SC (Bayville) | - 2000 : Notre Dame SC (Bayville) - 2001 : Paradise SC (Dover) - 2002 : Notre Dame SC (Bayville) - 2003 : Paradise SC (Dover) - 2004 : Notre Dame SC (Bayville) - 2005 : Notre Dame SC (Bayville) - 2006 : Youth Milan - 2007 : Barbados Defence Force SC - 2008 : Notre Dame SC (Bayville) - 2009 : Brittons Hill United - 2010 : Notre Dame SC (Bayville) |

## Golgeteri
| An   | Golgeter          | Echipă                 | Goluri |
| 1999 | Llewellyn Riley   | Notre Dame SC          | 17     |
| 2001 | Peter Stoute      | Paradise SC            | 20     |
| 2002 | Kenroy Skinner    | Youth Milan            | 7      |
| 2003 | Adrian Forde      | Barbados Defence Force | 9      |
| 2005 | Peter Stoute      | Silver Sands           | 21     |
| 2006 | Dwayne Stanford   | Beverley Hills         | 17     |
| 2007 | Dwayne McClean    | Barbados Defence Force | 16     |
| 2008 | Norman Forde      | Notre Dame SC          | 13     |
| 2009 | Rivierre Williams | Barbados Defence Force | 18     |
| 2010 | Kyle Gibson       | Notre Dame SC          | 13     |